# Атешга (Тбилиси)

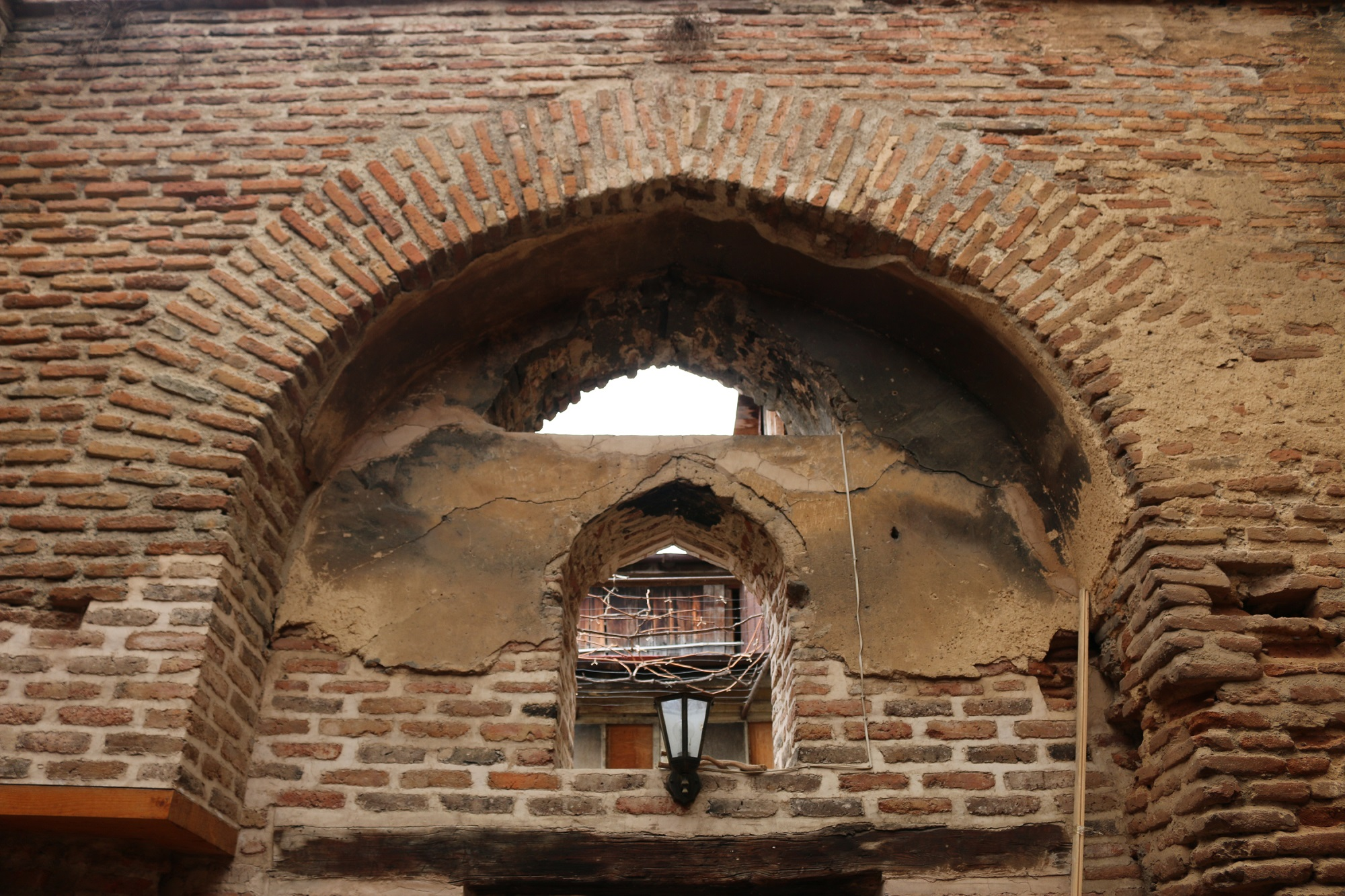
Внутренний вид

Атешга (груз. ათეშგა) — культовое сооружение в Тбилиси, в историческом районе Старый город, в квартале Клдисубани (улица Гоми, 3).
Памятник архитектуры национального значения (2017). Считается самым северным в мире и единственным в Грузии зороастрийским храмом.
Название образовано слиянием слов персидского языка Атеш кяде — «храм огня».
В настоящее время трудно доступен, проход к зданию через жилые дома.

## История
Считается, что на этом месте издревле стоял храм огнепоклонников, возможно возведённый во времена персидского владычества, в V—VII веках. В 1720-х годах здесь была построена мечеть, которая вскоре, в 1735 году, после изгнания турок, была разрушена.
Использовалось как хозяйственная постройка.
В настоящее время находится в руинированном состоянии.
В 2007 году Управлением культурным наследием Норвегии были профинансированы работы по консервации здания, возведена пластиковая крыша.